# Бранислав Раковић
Бранислав Раковић (Чајетина, 1887—1973) био је земљорадник, учесник Балканских ратова и Првог светског рата и носилац Карађорђеве звезде са мачевима.
Рођен је 14. октобра 1887. године у Чајетини, породици имућних земљорадника Вука и Јерине. Основну школу завршио је у Чајетини и живео је са родитељима до одласка у рат. Био је у саставу 3. чете 2. батаљона IV пешадијског пука са којим је прошао кроз сва искушења Балканских и Великог рата. Са Иваном Јевремовићем на Солунском фронту заробио је 118 бугарских војника.
После рата живео је са својом породицом у заједници са братом Аћимом на великом поседу од 27 хектара земље. Доживео је дубоку старост, умро је 1973. године